# 171 Ophelia
171 Ophelia este un asteroid din centura principală, descoperit pe 13 ianuarie 1877, de Alphonse Borrelly.